# Гора-Подол
Гора-Подол — село Грайворонского района Белгородской области, центр Гора-Подольского сельского поселения.

## География
Село находится в западной части Белгородской области, на левом берегу реки Ворсклы, ниже по её течению от районного центра, города Грайворона (село непосредственно примыкает к городской застройке с юго-запада).

## История

### Происхождение названия
В документе 1836 года указывается, что в состав слободы Грайвороны входили Горенское и Подольское общества, которые стали самостоятельными сёлами в 1838 году, после того, как Грайворон стал уездным городом. За слободами сохранилось старое название, а их жители остались в сословии государственных крестьян.

### Исторический очерк
Село Горы (Гора) находилось на возвышенности — отсюда и его название. Соседняя слобода шла по краю дола, оттого и названа была Подолом. Разделение сохранялось вплоть до 1930-х годов. В Грайворонском районе был в то время Подоло-Горенский сельский Совет с центром — село Гора и село Подол. Кроме этих двух сел в Совет входило ещё 3 хутора.
В 1950-е годы в документах Грайворонского района (Белгородской области) выступает единое село Гора-Подол, как центр Гора-Подольского сельсовета.
В 1965 году передано (вместе со всем Грайворонским районом) в состав Борисовского района.
С октября 1989 года село Гора-Подол вновь в составе возрожденного Грайворонского района.
В начале 1990-х годов село оставалось центром колхоза «Дружба» (в 1992 году 1541 колхозник), занятого растениеводством и животноводством.

## Население
К 1890 году в селе Горы (Гора) проживало 1725 жителей (865 мужчин и 860 женщин).
В 1932 году в селе Горе — 2636 жителей, в селе Подоле — 1662 жителей.
В 1979 году в уже объединённом селе (оно тогда входило в Борисовский район) было 1705 жителей, в 1989 году — 1613 (708 мужчин и 905 женщин).
К началу 1998 года в Гора-Подоле насчитывались 2071 житель и 743 хозяйства. 
| 2002 | 2010  |
| ---- | ----- |
| 2097 | ↘1862 |

## Достопримечательности
- В окрестностях села находится озеро Моховатое — излюбленное место отдыха жителей города Грайворона[6].
- Святой источник «Родник Иоанна Крестителя» с надкладезной сенью, расположенный юго-западнее села Гора-Подол, в 300 метрах от поворота с трассы Белгород-Ахтырка на село Безымено Грайворонского района[7].

## Знаменитые уроженцы
- Борисенко, Антон Николаевич — советский военачальник, комдив, командир 45-й механизированного корпуса.